# Buftea
Buftea ist eine Stadt im Kreis Ilfov in Rumänien.
Die Stadt liegt im Süden Rumäniens an der Nationalstraße 1A und der Bahnstrecke București–Galați–Roman etwa 20 Kilometer nordwestlich der Landeshauptstadt Bukarest.
In Buftea sind die Filmstudios von MediaPro Pictures ansässig. Außerdem liegt hier der Buftea-Palast der Știrbei-Familie.

## Söhne und Töchter der Stadt
- Elisa Brătianu (1870–1957), Aristokratin
- Barbu Știrbey (1872–1946), Politiker
- Constantin Lupulescu (* 1984), Schachspieler
- Daniela Stanciu (* 1987), Hochspringerin
- Daniela Druncea (* 1990), Steuerfrau im Rudern
- Alina Eremia (* 1993), Sängerin und Schauspielerin[3]

## Einzelnachweise

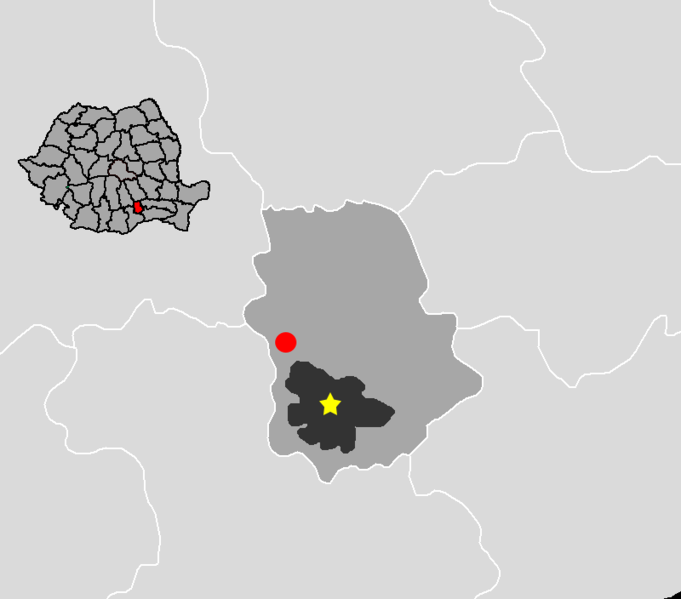
Lage Bufteas (rot) im Kreis Ilfov und innerhalb Rumäniens (Gelber Stern: Bukarest)